# Mecklenburg-Strelitzsche Hypothekenbank

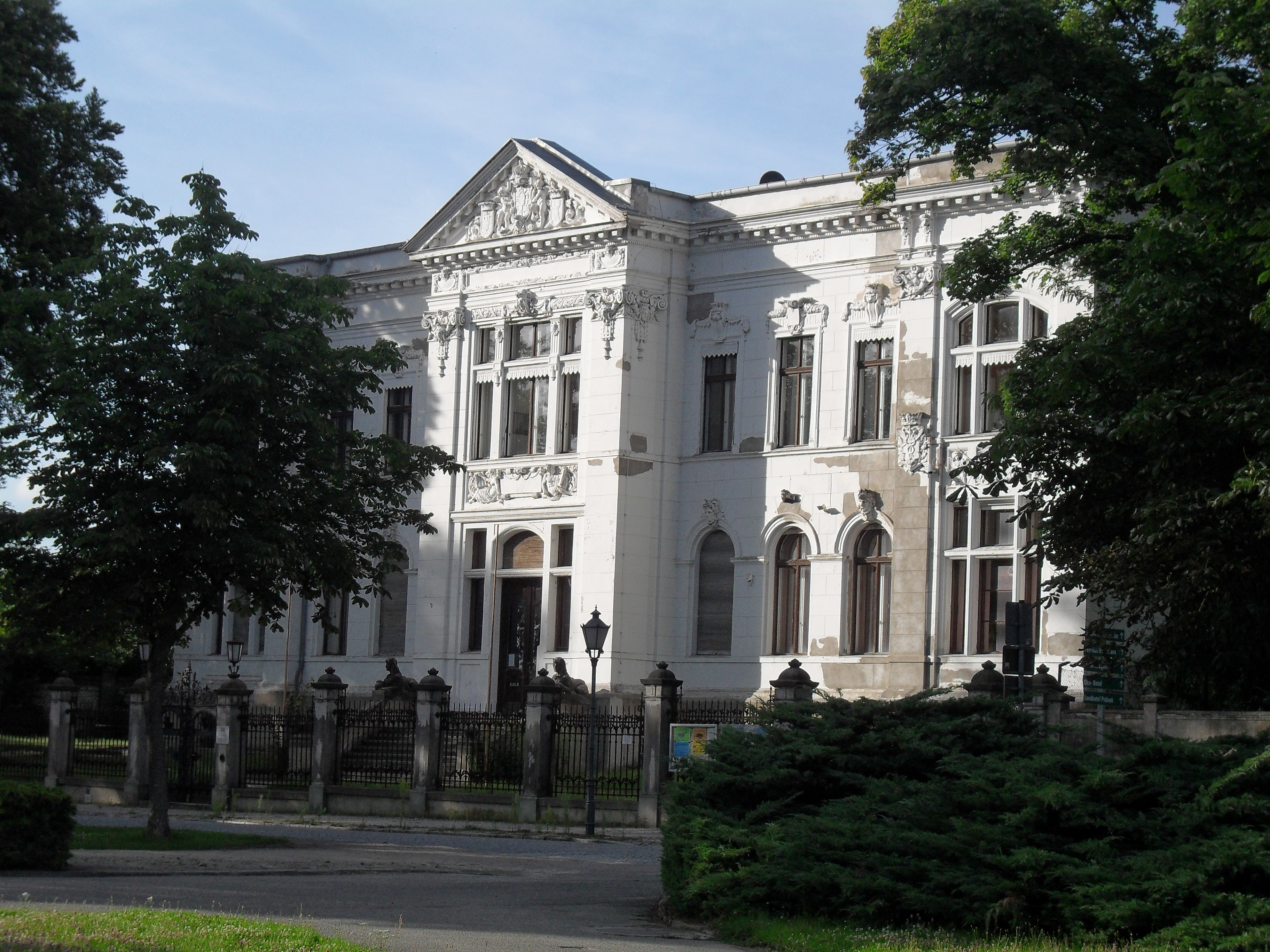

Das Gebäude der ehemaligen Mecklenburg-Strelitzschen Hypothekenbank (Landeshypothekenbank) in Neustrelitz (Mecklenburg-Vorpommern), An der Promenade 1 gegenüber der Orangerie, stammt von 1899.
Das Gebäude steht unter Denkmalschutz.

## Geschichte

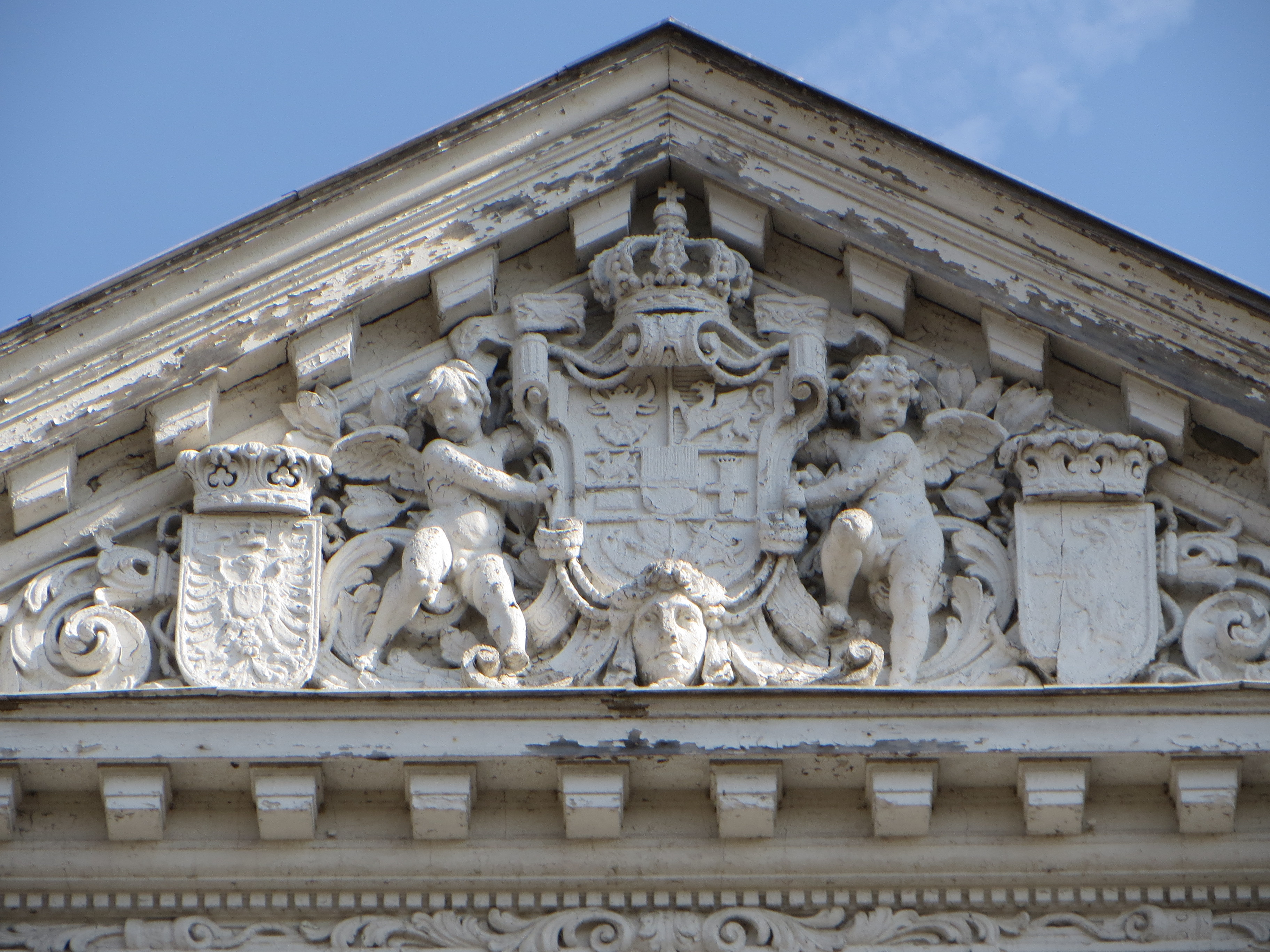

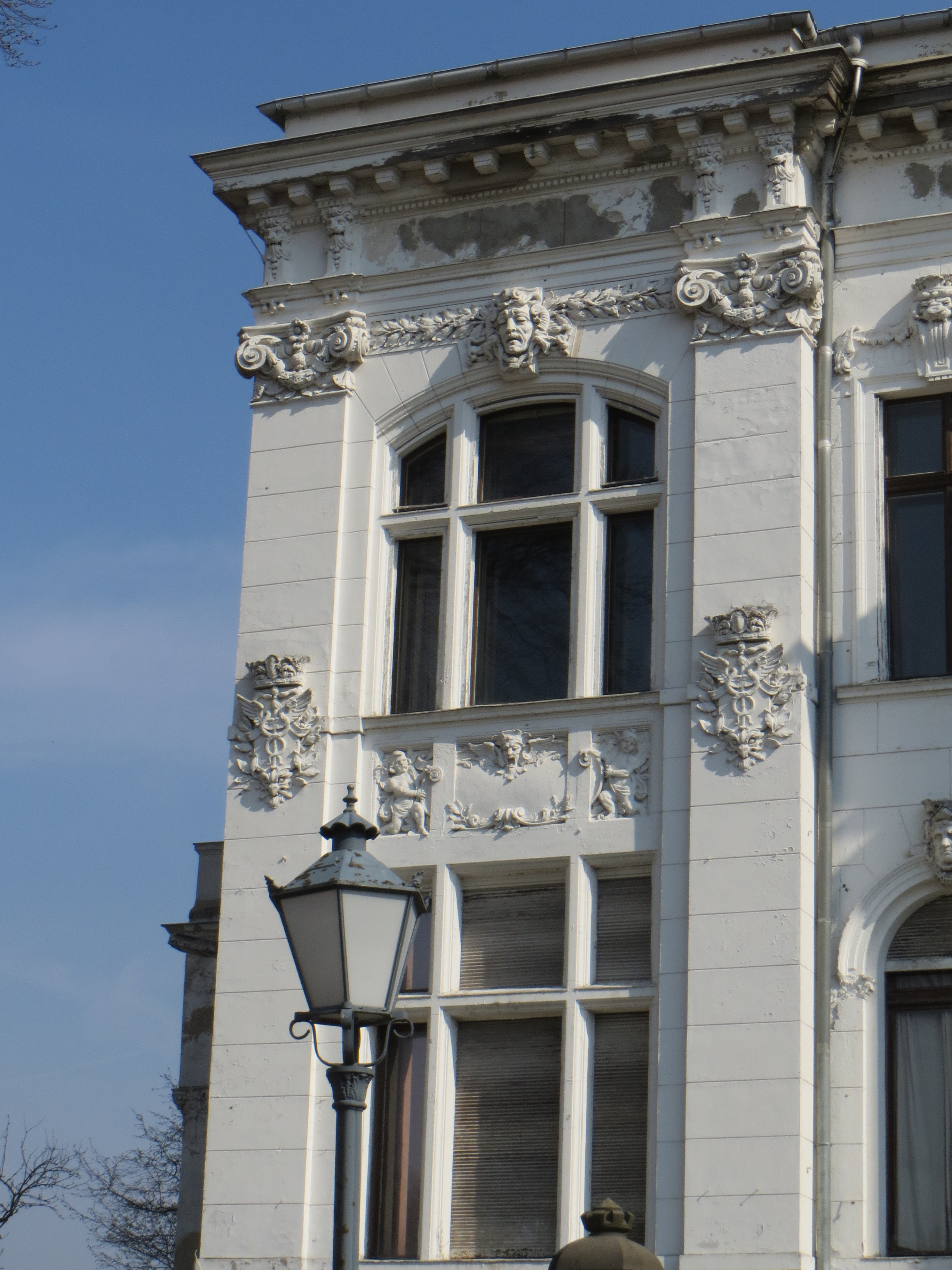

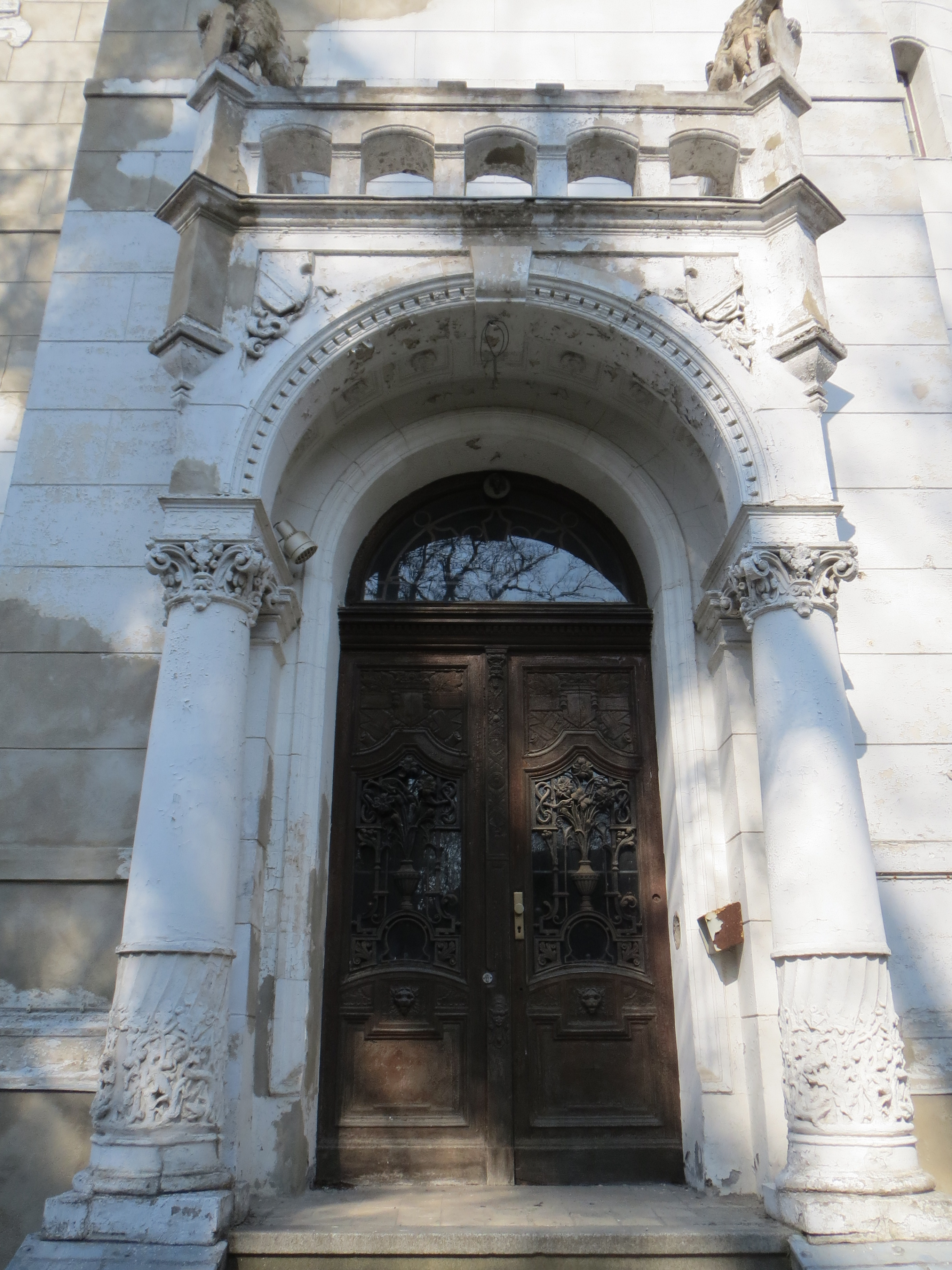
Seitenportal

Die Residenzstadt Neustrelitz mit 20.151 Einwohnern (2020) wurde erstmals 1732 erwähnt. 
Das zweigeschossige neunachsige verputzte, historisierende, reich verzierte Gebäude mit neoklassizistischen Fassadenelementen wie dem mittleren Giebelrisalit mit dem großherzoglichen Wappen, dem markanten Kraggesims, den Pilastern mit ionischen Kapitellen, dem seitlichen Portal mit korinthischen Säulen und Balkon sowie einem hohen Sockelgeschoss wurde von 1896 bis 1899 gebaut. Innen hat das Gebäude eine repräsentative Schalterhalle mit Granitsäulen und aufwendigen Wandverkleidungen. In dem späteren Seitenflügel an der Schloßstraße 10 hat die Arbeiterwohlfahrt Mecklenburg-Strelitz ihren Sitz.
Die Landeshypothekenbank Neustrelitz wurde nach dem Zweiten Weltkrieg aufgelöst. Es gab dann wechselnde Nutzungen. 1945 war es kurzzeitig eine Seuchenstation, anschließend Ambulatorium und zu DDR-Zeiten bis 1990 eine Zweigstelle der Staatsbank der DDR. Die Deutsche Bank nutzte das Haus bis 1993. Nach einer Versteigerung fand zunächst eine private Nutzung statt bzw. stand das Haus leer, ohne eine grundlegende Sanierung.
2020 kaufte ein Investor aus Hamburg das Haus und will es sanieren und zu einem Wohn- und Geschäftshaus umbauen. Eine Sanierung ist auch für das Nachbargebäude, in dem das Landesgesundheitsamt untergebracht ist, geplant um die Promenade aufzuwerten.
Die Einfassung des Vordergartens (Zaun und Tor) sowie die Sitzecke im Vordergarten sind ebenfalls denkmalgeschützt.